# Giugliano in Campania
Giugliano in Campania là một thành phố Ý. Thành phố thuộc tỉnh Napoli trong vùng Campania. Thành phố có diện tích km2, dân số là 117.963 người (ước tính năm 2010). Đây là thành phố đông dân lớn thứ 38 tại Ý. Thành phố này thuộc vùng đô thị Napoli. Đây là thành phố đông dân nhất trong các thành phố không phải là tỉnh lỵ của Ý.